# Khalida Messaoudi
Khalida Messaoudi   (Bouira, 13 de març de 1958), també coneguda com a Khalida Toumi, és una política algeriana, feminista i militant pels drets humans. De 2002 a 2014, fou ministra de Comunicació i Cultura, a més de portaveu del govern, la primera dona que ocupà aquest càrrec en un govern d'Algèria.

## Biografia
Va nàixer quatre anys abans de la independència algeriana, i va créixer al costat d'altres set germans a Cabília. Des de menuda interioritzà l'islam algerià tradicional, que es caracteritza per ser tolerant i laic. De fet, es considera una creient musulmana.
Son pare treballà la vida de secretari de l'ajuntament. Gràcies als bons resultats de Khalida després de la primària, obtingué una beca que li permeté estudiar en un liceu d'Alger. S'hi trobà amb la creixent arabització del sistema educatiu algerià, que introduïa l'àrab clàssic, en comptes del francés, l'idioma imposat durant la colonització francesa; i l'àrab dialectal, que és l'idioma parlat per la població algeriana.
El 1981 milità en el col·lectiu de dones que denunciaren el Codi de Família Algerià per la discriminació que suposava davant la llei.
El 1982 comença a treballar com a professora de matemàtiques. El 1984 fou presidenta de l'Associació per la Igualtat d'Homes i Dones davant la Llei.
El 1985 entrà al comité de la Lliga pels Drets Humans creada per Omar Menouer.
Des de finals de 2019 és a la presó esperant un judici per actuacions en la seua època de ministra.

## Trajectòria política
Fou cofundadora i vicepresidenta del Moviment per la República (MPR). L'elegiren diputada pel partit Agrupació per la Cultura i la Democràcia (RCD) al 1997, del qual era vicepresidenta encarregada de qüestions de gènere. El 2000 fou cap parlamentària del partit, càrrec que ocupà fins al 2001, i després en dimití. L'exclogueren del RCD per desavinences ideològiques en la línia del partit.
Fou ministra de Comunicació i Cultura el 2002, a més de portaveu del govern d'Ali Benflis, la primera vegada que una dona ocupava aquest càrrec en un govern algerià. Des del 2004 fou ministra de Cultura en el govern d'Ahmed Ouyahia.

## Premi
- 1998 - Prize for Freedom per part de Liberal International